# Europeisk stör

Uppstoppad stör (Acipenser sturio).

Europeisk stör (Acipenser sturio) är en utrotningshotad art av släktet Acipenser, som kan uppnå en längd av 3,5 meter. Den är en anadrom fisk som lever i havet men återvänder till floder för att leka. Idag finns det bara ett vilt bestånd kvar, i Garonne i Frankrike. Länge behandlades europeisk stör och atlantisk stör (A. oxyrinchus) som samma art, men 2010 identifierades de som två olika arter vilka båda har funnits i nordvästra Europa. Detta har lett till förväxlingar och bitvis kan det vara omöjligt att avgöra vilken art en äldre källa beskriver. Europeisk stör, som många andra störartade fiskar benämns ibland bara som "stör" vilket också skapar förväxlingar. Detta gäller bland annat rysk stör (Acipenser gueldenstaedti) och hus (Huso huso) som ibland även kallas husblosstör eller beluga.

## Utbredning och systematik
Den europeiska stören föds och leker i sötvatten, men lever resten av sitt liv i havet. En gång i tiden hade den ett stort utbredningsområde som sträckte sig utmed kusterna av norra Atlanten, i Medelhavet och Svarta havet. Idag finns bara ett bestånd kvar, i Garonne i Frankrike.
Länge trodde man att beståndet av stör i norra Europa enbart hade bestått och bestod av europeisk stör (A. sturio), men en studie från 2010 visade att det rör sig om två arter. Den andra arten – atlantstör (A. oxyrinchus) – har förekommit och förekommer delvis i hela Östersjöområdet och på svenska Västkusten, till Onegasjön i Ryssland, i flodsystem i Baltikum, Polen, Tyskland och Danmark. Den förekommer dessutom utmed Nordamerikas östkust.
På grund av svårigheten att särskilja dessa arter i olika källor behandlas de ibland som ett artkomplex.

## Utseende

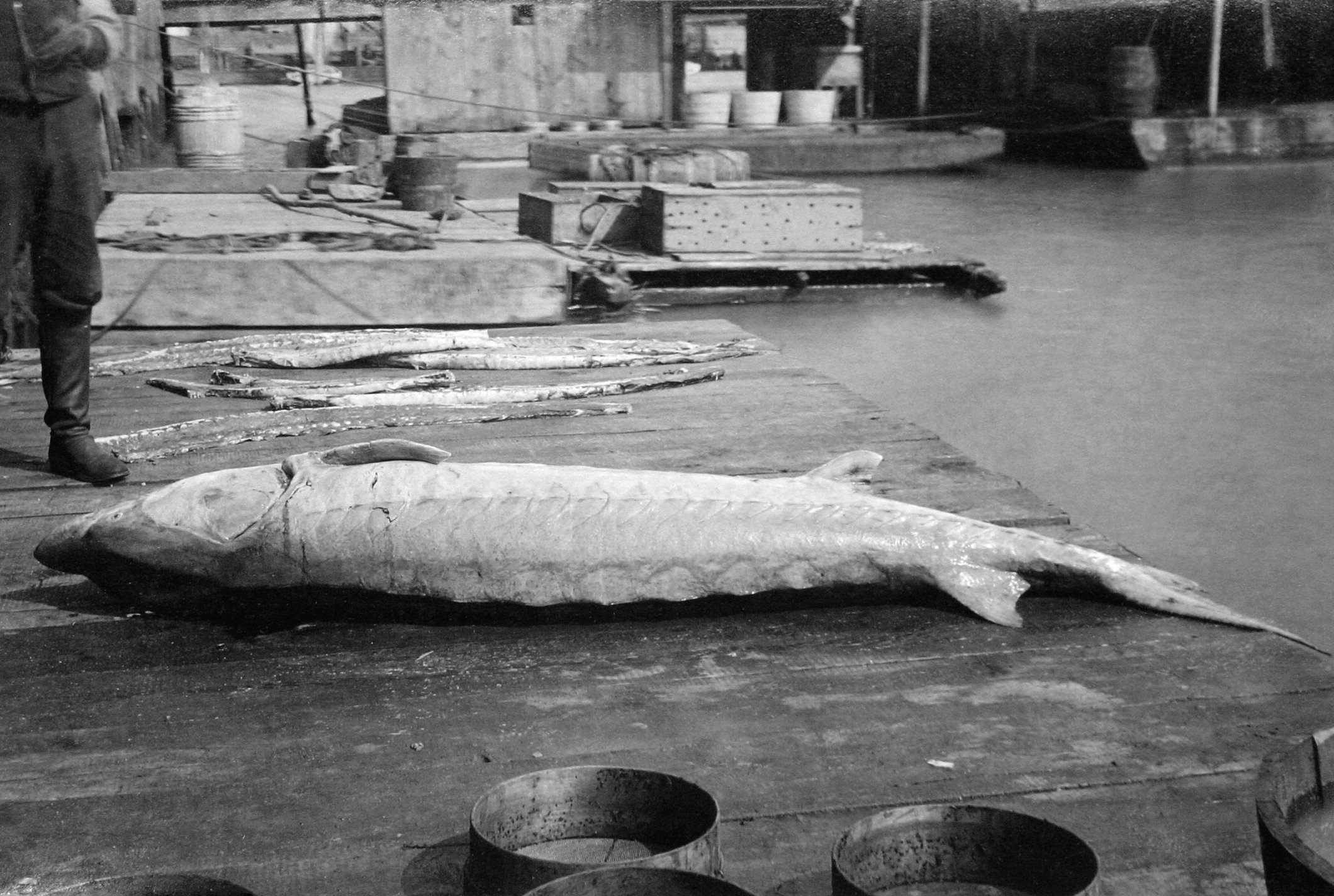
Den europeiska stören var tidigare en viktig fisk för det kommersiella fisket. Idag är den utrotningshotad. Fotografi från 1896.

Den europeiska stören är en långsmal, rundaktig, tandlös fisk med spetsig nos och den kan uppnå en längd av 3,5 meter. Idag blir få fiskar längre än 2,15 m för honorna, 1,5 m för hanarna. Kroppsfärgen är brungrön till svartaktig på ryggen med ljusa, silveraktiga sidor och vitaktig undersida. På bakkroppen sitter ryggfenan med 30–44 mjuka fenstrålar. Analfenan har 23–30 mjuka fenstrålar. Kroppen saknar fjäll men har i stället fem längsgående rader med pansarliknande benplattor, 9–13 på ryggåsen, 24–44 på vardera sidan och 9–11 på buken. Framför den lilla munnen, mittemellan denna och nosspetsen, finns fyra skäggtömmar. Arten kan bli mycket gammal; högsta kända ålder är 100 år.

## Ekologi
Arten lever i salt- och brackvatten nära kusten samt i flodmynningar, men går upp i floder för att leka. Under normala förhållanden leker hanen första gången vid 10–12 års ålder och honan vid 14–18. Förmodligen kan hanar leka med två års mellanrum och honorna med tre till fyra års mellanrum. Leken sker i april till juli. Under leken intar den ingen föda. Ute till havs lever den av bottendjur som blötdjur, kräftdjur, havsborstmaskar och småfisk. Likt många andra störar använder den sina skäggtömmar för att rota efter föda, vilken den sedan suger upp med munnen, som formas till ett utskjutande rör.

## Den europeiska stören och människan

### Status
Den europeiska stören var fram till början av 1900-talet en viktig fisk för det kommersiella fisket. Idag finns bara ett bestånd kvar, i Garonne i Frankrike. Den senaste kända leken skedde där 1994; nästa lek väntas inte ske förrän 2014. Populationen minskar och den uppskattas till mellan 20 och 750 vuxna individer (2010). Den globala populationen har minskat med 90% under de senaste 75 åren, främst på grund av habitatförluster, tillsammans med föroreningar och fiske. En av de främsta hoten är att den tas som bifångst. På grund av detta kategoriserar IUCN arten som akut hotad ("CR", underkategorier "A2cde"+"B2ab(ii,iii,v)"). Det pågår ett uppfödningsprogram för att rädda arten och 1995 samt 2007 till 2009 släpptes uppfödda störar ut i det vilda.

### Förväxling med andra arter
Arten förväxlas ofta med andra störarter inom släktet Acipenser som sterlett (Acipenser ruthenus), rysk stör (Acipenser gueldenstaedti) och atlantstör (Acipenser oxyrhinchus), främst på grund av att dessa arter ofta bara refereras till som "stör". Exempelvis fångades en stör den 9 april 2009 i Östersjön nära Öland som visade sig vara en rysk stör (Acipenser gueldenstaedti). Den 4 juni 2011 fångades en vuxen 148 cm lång stör med nät utanför Enånger, ett par mil söder om Hudiksvall men det är oklart vilken art det rör sig om.
Beträffande europeisk stör finns det ytterligare en källa till missförstånd. Länge trodde man att det idag utdöda beståndet av stör i Östersjön också var av denna art, men studier har visat att beståndet bestod av atlantstör (Acipenser oxyrinchus). På grund av detta skiljer sig uppgifterna om trivialnamn i olika källor. ArtDatabanken med flera, förordar namnet "atlantstör" för A. oxyrinchus och "europeisk stör" för A. sturio, medan andra instanser, däribland Naturhistoriska riksmuseet, rekommenderar "stör" för A. oxyrinchus och "atlantstör" för A. sturio. Flera källor som använder trivialnamnen "atlantstör", "stör" eller "vanlig stör" gör det i tron om att de refererar till A. sturio men eftersom dessa källor ofta refererar till beståndet i Östersjön så skulle dessa tre trivialnamn lika gärna kunna vara synonymer för A. oxyrinchus. I denna artikel följs ArtDatabankens rekommendationer.